# Негропонте, Антонио да
Антонио да Негропонте (итал. Antonio da Negroponte) — венецианский художник XV века.

## Биография
По информации Gemeinsame Normdatei его, возможно, звали Антониус Халкидеус (Antonios Chalkideus) и он был греком по происхождению. На это же указывает как его греческая фамилия Халкидевс (то есть из Халкиды, столицы острова Эвбея), так и фамилия Негропонте (буквально «чёрный мост») — так венецианцы именовали Халкиду.
Точные даты его рождения и смерти, как и происхождение, неизвестны. Известно лишь, что А. да Негропонте жил и творил в XV веке. Мастерства живописи достиг примерно в 1440 годах.
Автор единственного сохранившегося произведения — «Мадонна на троне со Святым младенцем на фоне цветов и плодов», находящегося ныне в часовне Моросини церкви Сан-Франческо-делла-Винья в Венеции.
Картина содержит подпись «Frater Antonius de Negropon Pinxit». Слово «frater» означает, что её автор был монахом, возможно, часто менявшим места нахождения. Его пребывание в Венеции также могло быть кратким, отсюда и отсутствие данных о нём.
Картина изображает образ Богоматери, сидящей на троне со Святым младенцем на коленях, с путто по бокам и сверху, на фоне гирлянд из цветов и листьев, а также плодов. Архитектонический фон и детали картины прописаны с большой тщательностью.
Полотно является типичным примером Кватроченто, означающим переход от позднего периода готики к Раннему Возрождению. Манера написания отражает некоторое влияние созданного в 1456—1459 художником Андреа Мантенья алтаря церкви Сан-Дзено Маджоре (Верона) и близка к школе Франческо Скварчоне из Падуи. По стилю рисунка напоминает работы Бартоломео Виварини.